# Deutenbach (Stein)
Deutenbach ist ein Stadtteil der Stadt Stein im Landkreis Fürth (Mittelfranken, Bayern). Der Stadtteil ist aus bis 1922 bestehenden Gemeinde Deutenbach hervorgegangen.

## Geschichte
Im Zuge des Gemeindeedikts entstand 1808 die Ruralgemeinde Deutenbach. Zu dieser gehörten Krottenbach, Mühlhof, Oberdeutenbach und Unterdeutenbach. Sie war in Verwaltung und Gerichtsbarkeit dem Landgericht Schwabach zugeordnet und in der Finanzverwaltung dem Rentamt Schwabach (1919 in Finanzamt Markt Schwabach umbenannt). Ab 1862 gehörte Deutenbach zum Bezirksamt Schwabach. Die Gerichtsbarkeit blieb beim Landgericht Schwabach (1879 in Amtsgericht Schwabach umbenannt). Die Gemeinde hatte 1911 eine Gebietsfläche von 6,538 km². Am 14. Juni 1922 wurde die Gemeinde aufgelöst: Ober- und Unterdeutenbach wurden nach Stein eingemeindet, Krottenbach und Mühlhof nach Nürnberg.

## Einwohnerentwicklung
| Jahr      | 1818  | 1840  | 1852  | 1855  | 1861   | 1867   | 1871   | 1875   | 1880   | 1885   | 1890   | 1895  | 1900   | 1905  | 1910  | 1919  |
| Einwohner | 421   | 616   | 806   | 830   | 839    | 764    | 779    | 831    | 859    | 1014   | 970    | 910   | 1077   | 1203  | 1467  | 1440  |
| Häuser    | 57    | 78    |       |       |        |        | 100    |        |        | 113    | 116    |       | 136    |       |       |       |
| Quelle    | [ 7 ] | [ 8 ] | [ 9 ] | [ 9 ] | [ 10 ] | [ 11 ] | [ 12 ] | [ 13 ] | [ 14 ] | [ 15 ] | [ 16 ] | [ 9 ] | [ 17 ] | [ 9 ] | [ 3 ] | [ 9 ] |